# بطولة صوفيا المفتوحة للتنس
بطولة صوفيا المفتوحة للتنس هي بطولة تقام في صوفيا،بلغاريا للتنس وهي ضمن بطولات رابطة محترفي التنس 250 نقطة.بدأت البطولة في 2016.